# Melodiradio
Melodiradio är radioutsändningar där talet blandas med populärmusik i främst underhållningssyfte. Detta är till skillnad från radiosändningar som syftar till exempelvis ökad bildning eller förfining.  
Sveriges Radio påbörjade melodiradiosändningar den 4 maj 1961 för att återvinna de lyssnarskaror som föredrog Radio Nord. Inom ramen för melodiradion i Sveriges Radio tillkom klassiska programpunkter som Det ska vi fira och Tio i topp. När Sveriges Radio den 12 december 1966 profilerade sina kanaler var det SR P3 som blev melodiradio. Senare tillkom även SR P4.